# Komandoria Missio Reconciliationis
Komandoria Missio Reconciliationis − odznaczenie nadawane przez Zarząd Krajowy Ogólnopolskiego Stowarzyszenia Społecznego „Misja Pojednania”, nadawane jest obywatelom polskim i zagranicznym, zasłużonym dla dzieła pojednania narodów.

## Historia odznaczenia

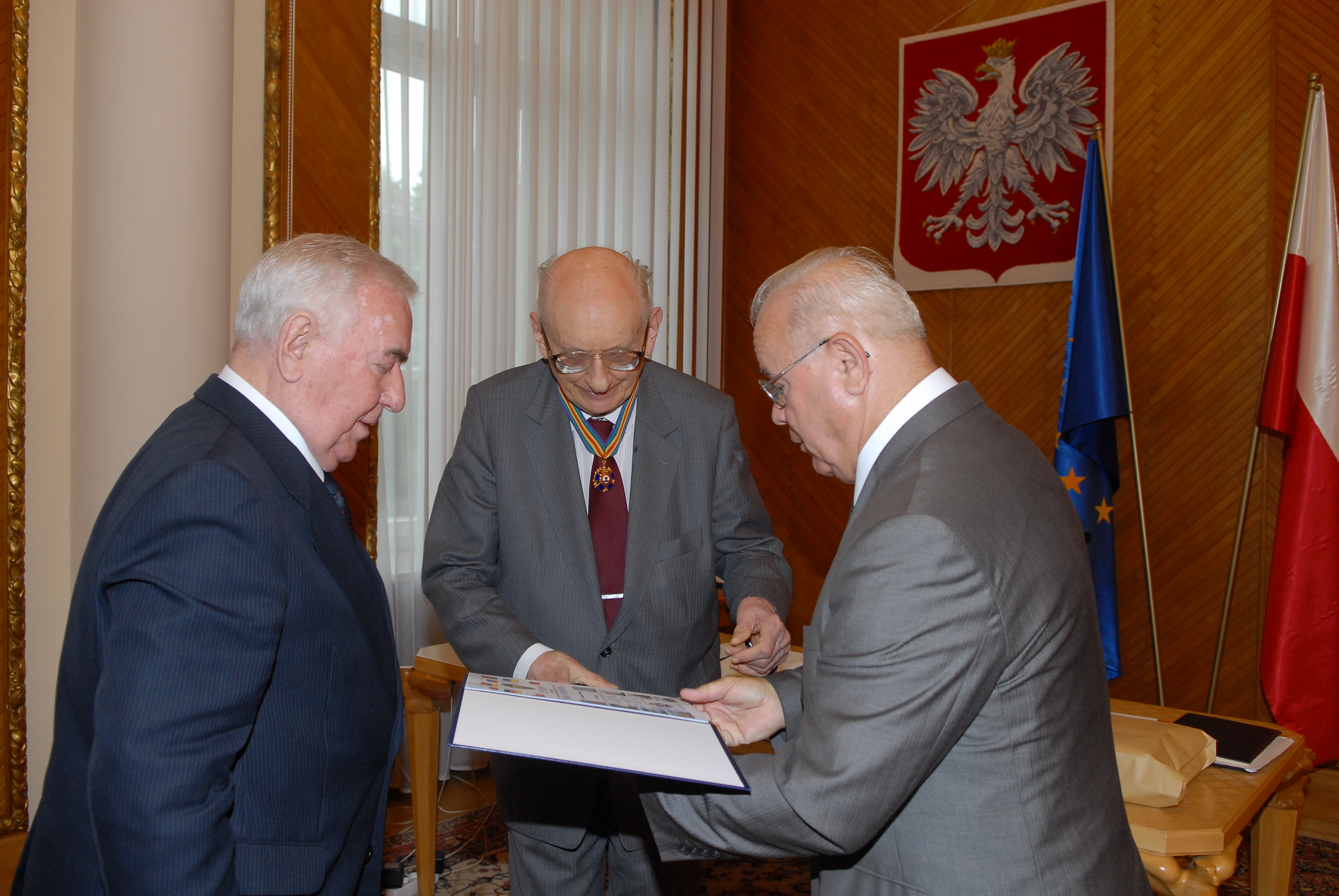
Uroczystość wręczenia Władysławowi Bartoszewskiemu Komandorii Missio Reconciliationis, Kancelaria Prezesa Rady Ministrów, Warszawa, 6 lipca 2011

Jego początki wiążą się ze zorganizowanym w 1993 przez „Rodzinę Westerplatczyków-Hubalczyków” historycznym spotkaniem i pojednaniem obrońców Westerplatte i marynarzy z pancernika „Schleswig-Holstein”. Pierwotnie Odznaka „Misja Pojednania” została nadana jako widoczny znak pojednania między walczącymi we wrześniu 1939 polskimi obrońcami Westerplatte i atakującymi żołnierzami niemieckimi. W 2001 utworzono Ogólnopolskie Społeczne Stowarzyszenie „Misja Pojednania”, które w uzgodnieniu z Ministerstwem Spraw Wewnętrznych i Administracji oraz za akceptacją Ministra Kierownika Urzędu ds. Kombatantów i Osób Represjonowanych przejęło na siebie obowiązek nadawania odznaczenia. Na wniosek zagranicznych związków kombatanckich, inwalidów wojennych i ofiar Wojny odznakę przekształcono w Komandorię „Missio Reconciliationis”. Obecnie nadawana jest osobom zasłużonym dla dzieła pojednania, działającym na rzecz porozumienia między narodami, przedstawicielami różnych kultur i różnych środowisk. Przyjęło się, że w uzgodnieniu z Ministerstwem Spraw Zagranicznych honorowani są m.in. ambasadorowie obcych państw akredytowani w Polsce.

## Opis odznaczenia
Odznakę stanowi emaliowany na niebiesko krzyż pięcioramienny, między ramionami którego znajduje się pięć gwiazdek. Pośrodku okrągła tarcza w centrum której na białym tle umieszczono dwie dłonie splecione w uścisku i zieloną oliwną gałązka pokoju. Wokół białego okręgu czerwona obwódka z łacińskim napisem „Missio Reconcilationis”. Nad biało-czerwoną tarczą umieszczona złota korona.
Odznaczenie noszone jest na szyi. Do roku 2013 na wstążce w barwach „podwójnej tęczy” wzorowanej na wstążce Allied Victory Medal. Obecnie wstążka jest żółto-biało-czerwona z czarnym prążkiem pośrodku.